# Paul Stanley (acteur)
Paul Stanley (né Paul Stanley Durruty le 20 septembre 1985 à Mexico, Mexique), est un acteur et animateur mexicain.

## Biographie
Paul Stanley est le fils du présentateur mexicain Paco Stanley. Depuis tout jeune, il joue dans des pièces de théâtre.

## Carrière
Il débute comme acteur à Televisa avec Patricia Reyes Spíndola.
Il joue dans les vidéos La trajinera del terror et Tribus urbanas. On le retrouve dans la pièce de théâtre No puedo.
Puis il participe à la pièce pour enfants Pinocho. En 2008, il fait ses débuts à la télévision dans la série Central de abasto aux côtés de Azela Robinson, Odemaris Ruiz, Fabián, entre autres.
En 2009, il est dans la telenovela Camaleones où il interprète Rolando Rincón en compagnie de Belinda, Alfonso Herrera, Edith González, Guillermo García Cantú, entre autres.
En 2010, il incarne Timoteo dans Soy tu dueña où jouent aussi Lucero, Fernando Colunga, Gaby Spanic, Sergio Goyri, entre autres.
En 2012, il joue dans Un refugio para el amor le rôle d'Aldo San Emeterio Fuentes-Gil aux côtés de Zuria Vega, Gabriel Soto, Laura Flores, Jessica Coch, Frances Ondiviela, entre autres. Il est aussi présentateur du programme trélévisé Hoy avec Galilea Montijo, Andrea Legarreta, Raúl Araiza Herrera, Alessandra Rosaldo.
En 2013, il prend part à Porque el amor manda où il donne vie au personnage de Melquíades Quijano. Compartió créditos con Blanca Soto, Fernando Colunga, Carmen Salinas, Claudia Álvarez, Luis Couturier jouent aussi dans cette telenovela.
Puis il présente le programme Amor-didas avec Silvia Olmedo.
En 2014 et 2015 il co-présente le célèbre programme Sábado gigante avec l'animateur chilien Mario Kreutzberger, dit Don Francisco, et avec aussi Javier Romero, Alejandra Espinoza, Aleyda Ortíz, Rosina Grosso.
En 2015, il incarne Gabriel Madrigal dans Amor de barrio aux côtés de Renata Notni, Mane de la Parra, Ale García, Pedro Moreno, Julieta Rosen, Marisol del Olmo.
En 2016, Paul Stanley est Adán Tenorio dans la telenovela Sueño de amor où joue Julián Gil l'antagoniste principal.

### Telenovelas
- 2009 : Camaleones : Rolando Rincón
- 2010 : Soy tu dueña : Timoteo[1]
- 2012 : Un refugio para el amor : Aldo San Emeterio Fuentes-Gil
- 2013 : Porque el amor manda : Melquíades Quijano[2]
- 2015 : Amor de barrio : Gabriel Madrigal Bernal[3]
- 2016 : Sueño de amor : Adán Tenorio[4]

### Séries télévisées
- 2008 : Central de abasto : Paco
- 2013 : Cásate conmigo, mi amor : Emilio

### Théâtre
- 2004 : Pinocho
- 2006 : No puedo
- 2006 : Don Juan Tenorio
- 2012 : Perfume de gardenias
- 2012 : La caja
- 2013 : Aventurera
- 2014 : El Tenorio cómico
- 2015-2016 : El Secuestro de la Cuquis

## Nominations et récompenses

### Premios TVyNovelas 2011
| Année | Catégorie            | Telenovela   | Résultat |
| ----- | -------------------- | ------------ | -------- |
| 2011  | Révélation masculine | Soy tu dueña | Nommé    |